# Урсоая (Ясси)
Урсоая (рум. Ursoaia) — село у повіті Ясси в Румунії. Входить до складу комуни Роминешть.
Село розташоване на відстані 330 км на північ від Бухареста, 20 км на північний захід від Ясс.

## Населення
За даними перепису населення 2002 року у селі проживала 481 особа, усі — румуни. Усі жителі села рідною мовою назвали румунську.